# Persian Surgery Dervishes
Persian Surgery Dervishes est l'enregistrement de deux concerts en solo d'orgue électrique, l'un à Los Angeles le 18 avril 1971, l'autre à Paris le 24 mai 1972, par le compositeur de musique minimaliste Terry Riley.
Ces deux interprétations très différentes de la même composition Persian Surgery Dervishes sont juxtaposées pour montrer l'importance de l'improvisation dans la musique de Terry Riley. Celui-ci joue sur un orgue électrique Yamaha modifié accordé en gamme naturelle.
La version originale en double 33 tours a été publiée par le label français Shandar, puis republiée d'abord par Mantra Records, puis par  Dunya Records. Il a également existé une version simple 33 tours, également chez Shandar, ne contenant que le concert de Paris, lequel avait été sponsorisé par le label.
Des parties de l'album ont servi de bande originale pour le film français La Chute d'un corps de l'éditorialiste Michel Polac sorti en 1973.

## Titres de l'album
1. Los Angeles, 18 avril 1971 :
  - 1e partie, 20:45
  - 2e partie, 22:00
2. Paris, 24 mai 24 1972:
  - 1e partie, 25:00
  - 2e partie, 22:45

## Musiciens
- Terry Riley, orgue électrique

## Crédits de traduction
- (en) Cet article est partiellement ou en totalité issu de l’article de Wikipédia en anglais intitulé « Persian Surgery Dervishes » (voir la liste des auteurs).